# Aleksandrowskaja (stacja kolejowa)
Aleksandrowskaja (ros. Александровская) – stacja kolejowa w miejscowości Petersburg, w Rosji. Położona jest na linii dawnej Kolei Warszawsko-Petersburskiej, w pobliżu Carskiego Sioła.

## Historia
Stacja powstała w 1853. Na XIX-wiecznej Kolei Warszawsko-Petersburskiej znajdowała się pomiędzy stacją Gatczyna Warszawska i Dworcem Warszawskim. Początkowo nosiła nazwę Carskie Sioło, kilka lat później zmienioną na obecną.
Bliskość Carskiego Sioła spowodowała, że przez kilkadziesiąt lat ze stacji rozpoczynali i kończyli podróże carowie, do czasu, gdy pod koniec XIX w. od Kolei Warszawsko-Petersburskiej zbudowano tu bocznicę do prywatnej carskiej stacji Impieratorskij pawilon (współcześnie nieistniejącej).
We wrześniu 1868 przy stacji zbudowano czasownię, upamiętniającą ocalenie cara Aleksandra II w zamachu, który dokonał Antoni Berezowski 6 czerwca 1867 w Paryżu. 25 maja?/6 czerwca 1869 czasownia została konsekrowana w obecności Aleksandra II. Kaplica została zamknięta przez komunistów w 1923 i następnie służyła jako magazyn. Rozebrana została 10 stycznia 1949 podczas subotnika Komsomołu. Do czasów współczesnych zachowała się jej podmurówka.
1 sierpnia?/14 sierpnia 1917 po godz. 5 rano na stację przywieziono byłego cara Mikołaja II wraz z rodziną, którzy po raz ostatni opuszczali Carskie Sioło i decyzją Rządu Tymczasowego Rosji mieli być wywiezieni do Tobolska. Wydarzenie to, mimo wczesnej pory, przyciągnęło gapiów. Pociąg, który miał przetransportować Romanowów, nie podjechał pod peron, tylko stanął w oddali, a rodzinie carskiej nakazano przejść do niego, a następnie wspiąć się do wagonu, co było problematyczne szczególnie dla carycy Aleksandry. Okoliczności odjazdu były zaplanowanym upokorzeniem rodziny carskiej. Były car odjechał ze stacji o 5:59 lub 5:50. Obecnie na stacji, na miejscu dawnej czasowni, znajduje się pomnik Mikołaja II, a w budynku stacji tablica upamiętniająca to wydarzenie.